# Justify My Love
"Justify My Love" är en låt framförd av den amerikanska popartisten Madonna, utgiven på hennes samlingsalbum The Immaculate Collection samt på singel den 6 november 1990. Den skrevs av Lenny Kravitz och Ingrid Chavez med ytterligare text av Madonna.